# مصطفى الشامي
مصطفى الشامي (2 أغسطس عام 1944 - 23 فبراير 2019) ممثل مصري 

## حياته ونشأته
من مواليد 2 أغسطس عام 1944، في قرية كفر النخلة بمدينة طوخ في محافظة القليوبية. تخرج من كلية التجارة، وأصبح ضابطاً بالقوات المسلحة وشارك في حرب تحرير سيناء وأصيب في حرب الاستنزاف وحرب 6 أكتوبر، وخرج من الخدمة بسبب لياقته الطبية بعد الإصابة. حصل على دكتوراه من كلية التجارة بجامعة الزقازيق، وأصبح أستاذ مادة التكاليف في كلية التكنولوجيا والتنمية جامعة الزقازيق، وشغل منصب عميد المعهد العالي للعلوم التجارية والحاسب الآلي بالعريش. خلال مشواره الفنى الذي استمر أكثر من 30 عاماً قام بأدوار صغيرة في عدة أفلام ومسرحيات ومسلسلات (192 عمل).
تزوج من مديرة أعماله هبة بدر منذ 5 سنوات بعد وفاة زوجته الأولى، وكانت تعمل صحفية في السابق وأعجب بها وتزوجها، وشارك معها في 3 أفلام قصيرة، ومسرحيتين.
توفي في 23 فبراير 2019 عن عمر 74 عاماً في مستشفى القوات المسلحة بالمعادي.

## أهم أعماله
«الجماعة» مسلسل تلفزيوني 2010 للمخرج محمد ياسين، قام بدور «محمود لبيب».
«النجم الذي هوى» سهرة تلفزيونية 2002 للمخرجة نجلاء رشدي، قام مصطفى الشامي بدور مدير مكتب أدهم.
«النساء قادمون» مسلسل تلفزيوني 2001 للمخرج حسن بشير، قام بدور الدكتور أبو المجد.
«جواز عالموضة» سهرة تليفزيونية للمخرج يوسف أبو سيف.
«الرماد» سهرة تليفزيونية للمخرج حامد عبد العزيز.
«ليالي الحلمية» الجزء الرابع، مسلسل تلفزيوني 1992 للمخرج إسماعيل عبد الحافظ، قام بدور مساعد عبد العزيز حلاوة.
«أقوى الرجال» فيلم 1993 للمخرج أحمد السبعاوي، قام بدور العميد علي مصطفى.
«اللص المحترم» فيلم 1997 للمخرج عاطف صبري، قام مصطفى الشامي بدور العميد أنور زهدي.
«البلد دي فيها حكومة» فيلم عام 2008 للمخرج عبد العزيز حشاد، قام مصطفى الشامي بدور «الباشا».
«أذكى غبي في العالم» مسلسل تليفزيوني 2006 للمخرج حسن إبراهيم.

## وصلات خارجية
- مصطفى الشامي على موقع الدهليز
- مصطفى الشامي على موقع قاعدة بيانات الأفلام العربية
- مصطفى الشامي على موقع في الفن
- مصطفى الشامي على موقع دهليز
- مصطفى الشامي على موقع IMDB
- مصطفى الشامي على موقع كاروهات